# Ghost Wars
Ghost Wars – amerykański serial (dramat fantasy) wyprodukowany przez Nomadic Pictures, którego twórcą jest Simon Barry. Serial był emitowany od 5 października 2017 roku do 4 stycznia 2018 roku przez SyFy. 
Pod koniec kwietnia 2018 roku stacja SyFy ogłosiła anulowanie serialu po jednym sezonie.  

## Fabuła
Akcja serialu dzieje się w małym mieście na Alasce, które jest intensywnie nawiedzane przez duchy. Jedynym ratunkiem dla mieszkańców jest Roman Mercer, który jest wyrzutkiem, ale posiada moce do walki z duchami.

## Obsada

### Główna
- Avan Jogia jako Roman Mercer[3]
- Vincent D'Onofrio jako Reverend Dan[3]
- Kristin Lehman jako Marilyn[3]
- Kim Coates jako Jimmy[3]
- Kandyse McClure jako Landis[4]
- Meat Loaf jako Doug Rennie[3]

### Role drugoplanowe
- Sarah Giles jakoAbigail McGrath-Dufresne
- Allison Jame jako Isabel McGrath-Dufresne
- Elise Gatien jako Maggie Rennie
- Sonja Bennett jako Karla Kowalski-Jones
- Syd Lazzara jako Syd
- Sharon Taylor jako Sophia Moon
- Philip Granger jako Winston
- Chance Hurstfield jako Marcus Moon
- Andrew Moxham jako Paolo Jones
- Maddie Phillips jako Randeen
- Carmel Amit jako Daphne Holt
- Andy Nez jako Phil Caulfield

## Odcinki
| Sezon | Odcinki | Oryginalna emisja w SyFy | Oryginalna emisja w SyFy |
| Sezon | Odcinki | Premiera sezonu          | Finał sezonu             |
| ----- | ------- | ------------------------ | ------------------------ |
| 1     | 13      | 5 października 2017      | 4 stycznia 2018          |

### Sezon 1 (2017-2018)
| Nr | Tytuł                              | Reżyseria        | Scenariusz                              | Premiera w SyFy      |
| -- | ---------------------------------- | ---------------- | --------------------------------------- | -------------------- |
| 1  | Death's Door                       | David Von Ancken | Simon Barry                             | 5 października 2017  |
| 2  | The Ghost in the Machine           | Leslie Hope      | Damon Vignale                           | 12 października 2017 |
| 3  | The Curse of Copperhead Rose       | Leslie Hope      | Simon Barry                             | 19 października 2017 |
| 4  | The Exorcism of Marcus Moon        | Kristin Lehman   | Karen Lam                               | 26 października 2017 |
| 5  | Whatever Happened to Maggie Rennie | Michael Nankin   | Rachel Langer                           | 2 listopada 2017     |
| 6  | We Need to Talk About Abigail      | Mathias Herndl   | Sonja Bennett                           | 9 listopada 2017     |
| 7  | Whistle Past the Graveyard         | Mathias Herndl   | Dennis Heaton                           | 16 listopada 2017    |
| 8  | Two Graves                         | Kristin Lehman   | Damon Vignale                           | 30 listopada 2017    |
| 9  | Post-Apocalypse Now                | Jason Priestley  | Rachel Langer                           | 7 grudnia 2017       |
| 10 | The Pain Connection                | Michael Nankin   | Gemma Holdway, Sonja Bennet, Karen Lam  | 14 grudnia 2017      |
| 11 | The Feast                          | Jason Priestley  | Damon Vignale, Gemma Holdway, Karen Lam | 21 grudnia 2017      |
| 12 | There's No More Room in Hell       | Simon Barry      | Dennis Heaton, Gemma Holdway            | 28 grudnia 2017      |
| 13 | ...My Soul to Keep                 | Simon Barry      | Simon Barry,Gemma Holdway               | 4 stycznia 2018      |

## Produkcja
3 maja 2017 roku stacja zamówiła pierwszy sezon serialu, w którym główne role zagrają: Vincent D’Onofrio, Kim Coates, Avan Jogia, Meat Loaf i Kristin Lehman.
W tym samym miesiącu do obsady dołączyła Kandyse McClure jako Landis.